# Silvestru D. Voinescu
Silvestru D. Voinescu (n. 2 ianuarie 1935, Călinești, județul Muscel – d. 13 septembrie 2005, Călinești) este un cărturar roman din județul Argeș.

## Biografie
S-a născut la data de 2 ianuarie 1935, în localitatea Călinești, Muscel.
În perioada 1941-1945 a făcut Școala primară la Călinești, iar între anii 1945-1948 Seminarul Central de la București. A absolvit  Colegiul Național I.C.Brătianu din Pitești în anul 1955.
A efectuat studiile universitare la Facultatea de Drept, Universitatea din București, în perioada 1955-1961.

## Activitatea profesională
Silvestru D. Voinescu a activat ca bibliotecar la Biblioteca Raională/Comunală Topoloveni, Argeș în perioada 1955-1963.
În perioada 1963-1964 a lucrat ca bibliograf la Biblioteca Județeană Argeș.
În data de 10 septembrie 1964 se încadrează cu funcția de director al Bibliotecii Județene Argeș, funcție pe care o deține timp de peste 40 de ani (1964-2005).
Este autorul a 8 volume (lucrarea "O viață printre cărți" cuprinde 3 volume, volumul 1 apărut în anul 1997, cel de-al doilea în anul 2001, și cel de-al treilea în anul 2004) și 15 volume scrise în colaborare.
A făcut cercetări temeinice privind unele aspecte ale istoriei municipiului Pitești și ale județului Argeș, aducând contribuții importante la cunoașterea unor personalități argeșene.
În 1984 devine membru al Asociației Oamenilor de Știință (azi Academia Oamenilor de Știință din România).
A primit Marele Premiu al Revistei de cultură Argeș, pentru volumul "Istoria municipiului Pitești", în anul 1988.
În anul 1990 este numit Vicepreședinte al Asociației Bibliotecarilor din bibliotecile publice din România. La 7 mai 1988 este ales membru mirean în Adunarea Eparhială a Eparhiei pe o perioadă de 4 ani.
Pe 20 mai 1998 primește Diplomă de Onoare din partea Primăriei Municipiului Pitești, pentru contribuția adusă la afirmarea și dezvoltarea Municipiului Pitești.
În anul 2003 are loc inaugurarea noului lăcaș de cultură al Bibliotecii Județene Argeș, de care domnul Voinescu își leagă  numele și personalitatea.
În 13 septembrie 2005 încetează din viață la Călinești, județul Argeș.

## Opera
Autor:
1. Mănăstirea Curtea de Argeș. Impresii. Pitești, s.n., 1967, 42 p. cu ilustrații.
2. Un secol de activitate corală în Pitești. Pitești, Comitetul județean pentru cultură și artă Argeș, 1971, 216 p.
3. Argeșeni în spiritualitatea românească, vol. 1. Pitești, Biblioteca Județeană Argeș, 1980, 110 p.
4. Călinești - Argeș: 1388-1988; 600 de ani de la prima atestare documentară. Pitești, s.n., 1989, 16 p.
5. Argeșeni și musceleni în Academia Română. Pitești, Editura Calende, 1995, 72 p.
6. O viață printre cărți, vol. 1, Pitești, Editura Cultura, 1997, 202 p.
7. O viață printre cărți, vol. 2, Pitești, Editura Paralela 45, 2001, 200 p.
8. O viață printre cărți, vol. 3, Pitești, Editura Paralela 45, 2004, 202 p.

Coautor:
1. File din istoria satelor Vulturești, Bîrzești și Huluba, Județul Argeș: 1975-1982. În colaborare